# Yale University Press

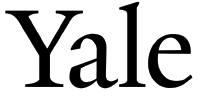
Logo der Yale University Press

Yale University Press ist ein Universitätsverlag mit Sitz in New Haven, Connecticut, in den Vereinigten Staaten. Er wurde 1908 durch George Parmly Day gegründet und ist seit 1961 offiziell Bestandteil der Yale University, bleibt jedoch finanziell und operativ unabhängig.
Die Bücher des Verlags haben bereits zahlreiche Preise gewonnen, unter anderem fünf National Book Awards, zwei National Book Critics Circle Awards und acht Pulitzer-Preise. Heute publiziert der Verlag jährlich etwa 200 gebundene Bücher und 100 Taschenbücher und hat insgesamt rund 3000 Bücher im Druck.
Die Yale University Press veranstaltet seit 1919 jährlich die Yale Series of Younger Poets Competition, die viele heute bekannte Poeten ausgezeichnet hat. Unter den bisherigen Siegern befinden sich u. a. James Agee, John Ashbery, W. S. Merwin und Adrienne Rich.